# Topographie von Niederösterreich (Verein für Landeskunde)
Die Topographie von Niederösterreich ist eine achtbändige, vom Verein für Landeskunde von Niederösterreich zwischen 1871 und 1915 veröffentlichte Topographie über Niederösterreich.
Der auf Initiative von Moritz Alois Becker im Jahr 1864 gegründete Verein für Landeskunde von Niederösterreich, brachte neben zahlreichen Periodika auch einige große Publikationen heraus, darunter die 111-blättrige Administrativkarte von Niederösterreich, das achtbändige Historische Ortsnamenbuch von Niederösterreich und die unvollendete Topographie von Niederösterreich.
Diese Topographie besteht aus einem Einleitungsband mit Allgemeinwissen über Niederösterreich und sieben weiteren Bänden, worin in alphabetischer Reihenfolge alle Ortschaften Niederösterreichs beschrieben werden. Diese wurden nach den damals besten Quellen und nach dem neuesten Stand der Forschung erarbeitet. Das Werk erschien nicht nur in Bänden, sondern bereits vorab in Einzelheften. Die unten angegebene Jahreszahlen der Veröffentlichung bezieht sich auf den Band; die Einzelhefte („Lieferungen“) wurden bereits früher veröffentlicht und entsprechend datiert. Das Werk besteht aus zwei zweiten Bänden und zwei achten Bänden. Denn als weiterer zweiter Band wurde eine knapp 170 Seiten starke Topographie über Wien, das damals mit Niederösterreich vereint war, herausgegeben. Die Topographie endet mit der ersten Lieferung des achten Bandes; der letzte lexikalische Eintrag befasst sich mit der Ortschaft St. Peter in der Au. In den 1980ern wurde als Weiterführung des Grundwerkes der begonnene achte Band erneut überarbeitet und als 1. Lieferung die Ortschaften Paasdorf bis Pframa veröffentlicht.
- Topographie von Niederösterreich. Band 1, 1887, Das Land unter der Enns nach seiner Natur, seinen Einrichtungen und seinen Bewohnern
- Topographie von Niederösterreich. Band 2, 1885, Wien
- Topographie von Niederösterreich. Band 2, 1885, A – E
- Topographie von Niederösterreich. Band 3, 1893, F und G
- Topographie von Niederösterreich. Band 4, 1896, H, I und J
- Topographie von Niederösterreich. Band 5, 1903, K und L
- Topographie von Niederösterreich. Band 6, 1909, M
- Topographie von Niederösterreich. Band 7, 1915, N und O
- Topographie von Niederösterreich. Band 8, 1913, Paasdorf – Peter
- Topographie von Niederösterreich. Band 8, 1988, Paasdorf – Pframa